# Franz Wagner (cestista)
Franz Jacob Wagner (Berlino, 27 agosto 2001) è un cestista tedesco, attualmente impegnato con gli Orlando Magic nella NBA. Con la Germania si è laureato campione del mondo nel 2023.
Ha giocato per l'Università del Michigan, e nel Draft NBA 2021 è stato scelto all'ottava chiamata del 1º giro dagli Orlando Magic.

## Biografia
Franz Wagner è nato a Berlino, fratello minore di Moritz Wagner anch'egli cestista in NBA.

## Basketball-Bundesliga
Nella stagione 2018-19 gioca sia con l'Alba Berlino, nella Basketball-Bundesliga, sia con la Lokomotive Bernau, nella ProB, lega di terza divisione. Nel maggio 2019 vince il BBL Best Young Player Award, assegnato al miglior giovane di nazionalità tedesca. L'Alba Berlino avanza fino alle finali, dove affronta il Bayern Monaco. In gara 2, Wagner si rende protagonista, realizzando 14 punti (massimo di squadra) con 6/6 dal campo. Chiude la stagione tenendo 4,6 punti di media in 12,4 minuti di utilizzo in Bundesliga, venendo raramente impiegato nella EuroCup.

## College
Considerato una recluta a 4 stelle da 247Sports e Rivals, Wagner riceve offerte da Butler, Stanford e Michigan, scegliendo proprio quest'ultima, già università del fratello maggiore. Wagner rinuncia così di fatto alla firma di un contratto da professionista con l'Alba Berlino.
Prima dell'inizio della stagione si frattura il polso destro, vedendosi così costretto a star fermo un mese. Debutta il 27 novembre 2019 nella vittoria contro Iowa State, chiudendo con 6 punti, 3 rimbalzi e una stoppata in 23 minuti di utilizzo. Alla fine della stagione viene incluso nel primo quintetto All-Freshman della Big Ten, dopo aver tenuto le medie di 11,6 punti, 5,6 rimbalzi e 1 assist a partita.
La seconda stagione si rivela ancora più produttiva per Wagner, che realizza 14 partite in doppia cifra, 4 partite con più di 20 punti, chiude con il massimo di squadra in palle rubate (30) e con il secondo miglior dato in stoppate (23), migliorando in ogni voce statistica. A fine stagione viene incluso nel secondo quintetto All-Big Ten dagli allenatori e nel terzo dai media.
Il 4 maggio si rende eleggibile per il Draft NBA 2021.

## NBA

### Orlando Magic (2021-)
Wagner viene scelto con l'ottava chiamata assoluta dagli Orlando Magic, la seconda selezione della squadra della Florida dopo Jalen Suggs.

## Statistiche

### NCAA
| Anno      | Squadra             | PG | PT | MP   | TC%  | 3P%  | TL%  | RP  | AP  | PRP | SP  | PP   |
| --------- | ------------------- | -- | -- | ---- | ---- | ---- | ---- | --- | --- | --- | --- | ---- |
| 2019-2020 | Michigan Wolverines | 27 | 27 | 30,7 | 45,2 | 31,1 | 83,3 | 5,6 | 1,0 | 1,3 | 0,6 | 11,6 |
| 2020-2021 | Michigan Wolverines | 28 | 26 | 31,6 | 47,7 | 34,3 | 83,5 | 6,5 | 3,0 | 1,3 | 1,0 | 12,5 |
| Carriera  | Carriera            | 55 | 53 | 31,2 | 46,5 | 32,5 | 83,5 | 6,1 | 2,0 | 1,3 | 0,8 | 12,0 |

#### Massimi in carriera
- Massimo di punti: 22 vs Purdue (22 febbraio 2020)[8]
- Massimo di rimbalzi: 14 vs Ohio State (4 febbraio 2020)
- Massimo di assist: 6 vs Texas Southern (20 marzo 2021)
- Massimo di palle rubate: 4 vs Wisconsin (12 gennaio 2021)
- Massimo di stoppate: 5 vs Northwestern (3 gennaio 2021)
- Massimo di minuti giocati: 45 vs Purdue (9 gennaio 2020)

### NBA

#### Regular Season
| Anno      | Squadra       | PG  | PT  | MP   | TC%  | 3P%  | TL%  | RP  | AP  | PRP | SP  | PP   |
| --------- | ------------- | --- | --- | ---- | ---- | ---- | ---- | --- | --- | --- | --- | ---- |
| 2021-2022 | Orlando Magic | 79  | 79  | 30,7 | 46,8 | 35,4 | 86,3 | 4,5 | 2,9 | 0,9 | 0,4 | 15,2 |
| 2022-2023 | Orlando Magic | 80  | 80  | 32,6 | 48,5 | 36,1 | 84,2 | 4,1 | 3,5 | 1,0 | 0,2 | 18,6 |
| 2023-2024 | Orlando Magic | 72  | 72  | 32,5 | 48,2 | 28,1 | 85,0 | 5,3 | 3,7 | 1,1 | 0,4 | 19,7 |
| 2024-2025 | Orlando Magic | 60  | 60  | 33,7 | 46,3 | 29,5 | 87,1 | 5,7 | 4,7 | 1,3 | 0,4 | 24,2 |
| Carriera  | Carriera      | 291 | 291 | 32,3 | 47,4 | 32,2 | 85,6 | 4,8 | 3,7 | 1,0 | 0,3 | 19,1 |

#### Playoffs
| Anno     | Squadra       | PG | PT | MP   | TC%  | 3P%  | TL%  | RP  | AP  | PRP | SP  | PP   |
| -------- | ------------- | -- | -- | ---- | ---- | ---- | ---- | --- | --- | --- | --- | ---- |
| 2024     | Orlando Magic | 7  | 7  | 37,0 | 40,8 | 26,5 | 88,6 | 6,9 | 4,4 | 0,7 | 1,3 | 18,9 |
| 2025     | Orlando Magic | 5  | 5  | 39,0 | 44,3 | 18,9 | 76,9 | 4,8 | 5,6 | 1,2 | 0,4 | 25,8 |
| Carriera | Carriera      | 12 | 12 | 37,8 | 42,7 | 22,5 | 84,3 | 6,0 | 4,9 | 0,9 | 0,9 | 21,8 |

#### Massimi in carriera
- Massimo di punti: 38 vs Milwaukee Bucks (28 dicembre 2021)[9]
- Massimo di rimbalzi: 11 (2 volte)
- Massimo di assist: 10 vs Washington Wizards (12 gennaio 2022)
- Massimo di palle rubate: 6 vs Brooklyn Nets (10 novembre 2021)
- Massimo di stoppate: 2 (6 volte)
- Massimo di minuti giocati: 40 vs Sacramento Kings (5 novembre 2022)

### Eurocup
| Anno      | Squadra      | PG | PT | MP  | TC%  | 3P%  | TL% | RP  | AP  | PRP | SP  | PP  |
| --------- | ------------ | -- | -- | --- | ---- | ---- | --- | --- | --- | --- | --- | --- |
| 2018-2019 | Alba Berlino | 22 | 5  | 9,5 | 46,7 | 35,0 | 100 | 1,2 | 0,3 | 0,4 | 0,0 | 2,5 |
| Carriera  | Carriera     | 22 | 5  | 9,5 | 46,7 | 35,0 | 100 | 1,2 | 0,3 | 0,4 | 0,0 | 2,5 |

## Palmarès

### Nazionale
- Mondiali:

 Filippine 2023
- Europei:

 Germania 2022

### Individuale

#### Basketball-Bundesliga
- BBL Best Young Player Award (2019)

#### NCAA
- Big Ten All-Freshman Team (2020)
- Second Team All-Big Ten - Coaches (2021)
- Third Team All-Big Ten - Media (2021)

#### NBA
- NBA All-Rookie First Team (2022)

#### Nazionale
- FIBA World Cup All-Tournament Second Teams: 1

2023